# Чжао Юньлэй
Чжа́о Юньлэ́й (кит. упр. 赵芸蕾, пиньинь Zhào Yúnlĕi, род.25 августа 1986) — китайская бадминтонистка, чемпионка мира и Олимпийских игр.
Чжао Юньлэй родилась в 1986 году в Ичане провинции Хубэй. В 2011 году она завоевала золотую и серебряную медали чемпионата мира, а в 2012 — две золотых медали Олимпийских игр.